# 馬達加斯加2
《馬達加斯加2》（英語：Madagascar: Escape 2 Africa），是夢工場動畫製作，《馬達加斯加》的续集电影。本片的DVD及藍光光碟已经分别由洲立、博伟在香港、台湾发行。

## 劇情
獅王祖巴的兒子從小到大，就是一隻喜歡跳舞勝過打架的獅子，但被獵人捕獲裝進箱子，祖巴在試圖拯救被獵人捕獲的兒子時耳朵中彈，箱子掉落進河流並漂流到紐約，被關在動物園後被命名為“亚历克斯”。在返回紐約的途中，與失散的父母團聚。掌心上有一個遺傳自父親祖巴的非洲大陸和馬達加斯加島的圖案胎記。
在电影中，主角狮子亚历克斯、河马格洛丽娅、长颈鹿梅尔曼及斑马马蒂，與企鵝四人組、同行的狐猴國王朱利安，本是想搭改造後的舊飛機回到纽约曼哈頓，但因飛機沒油而在半空中往下掉，最後迫降在東非野生動物保護區，而四隻動物意外的找到了愛力基(阿力)的親生父母、解開愛力基(阿力)的身世之謎。

## 配音員
| 配音                                                  | 配音   | 配音   | 角色                                           |
| 美國                                                  | 台灣   | 香港   | 角色                                           |
| ----------------------------------------------------- | ------ | ------ | ---------------------------------------------- |
| 班·史提勒 Quinn Dempsey Stiller與Declan Swift（幼年） | 郭子乾 | 鄭中基 | 愛力獅（Alex）                                 |
| 基斯·洛克 Declan Swift（幼年）                        | 張兆志 | 方力申 | 馬蹄（Marty）                                  |
| 大卫·史威默 扎克瑞·戈登（幼年）                       | 九孔   | 張偉基 | 長頸男（Melman）                               |
| 潔達·蘋姬·史密斯 威洛·史密斯（幼年）                  | 寇乃馨 | 田蕊妮 | 河馬莉（Gloria）                               |
| 沙查·巴隆·科恩                                        | 夏治世 | 少爺占 | 國王朱利安（King Julien）                      |
| 塞德里克·凱爾斯                                       | 李香生 | 黃志明 | 大毛（Maurice）                                |
| 安迪·里希特                                           | 林美秀 | 張振聲 | 小毛（Mort）                                   |
| 伯尼·麥克                                             | 陳幼文 | 招世亮 | 祖巴（Zuba）                                   |
| 雪莉·榭佛                                             | 馮美麗 | 伍秀霞 | 愛力獅的媽媽／芙洛里（Alex's mother／Florrie） |
| 艾力·寶雲                                             | 符爽   | 高翰文 | 馬康康（Makunga）                              |
| 艾莉莎·嘉布瑞利                                       | 崔幗夫 | 譚淑英 | 奶奶（Nana）                                   |
| 威廉                                                  | 李玖哲 | 周柏豪 | Moto Moto（）                                  |
| 汤姆·麦格拉斯                                         | 陳國偉 | 唐劍康 | 老大（Skipper）                                |
| 克里斯·米勒                                           | 吳東原 | 陳旭明 | 卡哇伊（Kowalski）                             |
| 克里斯多夫·奈茨                                       | 劉傑   | 李建良 | 菜鳥（Private）                                |
| 約翰·迪·馬吉歐                                        | 林士程 | 杜本立 | 涼快（Rico）                                   |
| 康瑞德·弗寧                                           | 孫中台 | 黎家希 | 梅森（Mason）                                  |
| 弗瑞德·塔塔薛瑞                                       | 胡大衛 | 杜本立 | （Teetsi）                                     |
| 埃里克·達奈爾                                         |        |        | 喬（Joe）                                      |
| 艾爾·洛克                                             |        |        | 新聞播報員（Newscaster）                       |
| 史帝芬·奇林                                           |        |        | 史帝芬（Stephen）                              |
| 丹尼·雅各布斯 布里奇特·霍夫曼                         |        |        | 紐約人（New Yorkers）                          |
| Dan O'Connor                                          |        |        | 非洲水牛（African Buffalo）                    |
| 哈蘭·威廉斯                                           |        |        | 長頸鹿（Giraffe）                              |
| 大衛·P·史密斯                                         |        |        | 巴比（Bobby）                                  |
| 寇諾·雷布（Conner_Rayburn）                           |        |        | 小長頸鹿（Young Giraffe）                      |
| 約翰·艾瑞克·班特第                                    |        |        | 其他角色                                       |

## 評價
爛番茄根據156條評論，給出64%的新鮮度，平均得分5.9/10。Metacritic上取自各著名影視評論，基於25篇影評，滿分100分中平均分數得到61分。

## 外部連結
- 官方网站
- 互联网电影数据库（IMDb）上《馬達加斯加2》的资料（英文）
- AllMovie上《馬達加斯加2》的资料（英文）
- 豆瓣电影上《馬達加斯加2》的資料 （简体中文）
- Box Office Mojo上《馬達加斯加2》的資料（英文）
- 爛番茄上《馬達加斯加2》的資料（英文）
- Metacritic上《馬達加斯加2》的資料（英文）